# Asymmetric Numeral Systems
Asymmetric Numeral Systems (asymetryczne systemy liczbowe, ANS) – rodzina kodowań entropijnych wprowadzonych przez dr. Jarosława Dudę na przestrzeni lat 2006–2014, używanych w kompresji danych od 2014 roku z powodu poprawionej wydajności w porównaniu z używanymi dotychczas metodami: ANS pozwala połączyć stopień kompresji kodowania arytmetycznego (używa praktycznie dokładnych prawdopodobieństw), z kosztem przetwarzania podobnym jak w kodowaniu Huffmana (przybliżającym prawdopodobieństwa potęgami 1/2). W wariancie tANS jest to osiągnięte przez skonstruowanie automatu skończonego w celu przetwarzania dużego alfabetu bez użycia mnożenia.
ANS jest m.in. użyte w kompresorze Zstandard z Facebook (także używany m.in. w jądrze systemu Linux, przeglądarce Google Chrome, Android, został opublikowany jako RFC 8478 ↓ dla MIME i HTTP), w kompresorze LZFSE z Apple, kompresorze 3D Draco i obrazu PIK z Google, kompresorze DNA CRAM z SAMtools, bibliotece do szybkiej kompresji Nvidia nvCOMP, 
kompresorze DivANS z Dropbox, Microsoft BCPack kompresji tekstur (komponent DirectX), oraz w standardzie kompresji obrazu JPEG XL.
Podstawową koncepcją ANS jest zapisanie informacji w pojedynczej liczbie naturalnej {\displaystyle x.} W standardowym systemie liczbowym możemy dodać bit informacji {\displaystyle s\in \{0,1\}} do informacji już zawartej w liczbie {\displaystyle x} poprzez wstawienie go na ostatniej pozycji, prowadząc do liczby {\displaystyle x'=2x+s.} Dla kodowania entropijnego jest to optymalne o ile {\displaystyle \Pr(0)=\Pr(1)=1/2.} ANS uogólnia ten proces do dowolnego zestawu symboli {\displaystyle s\in S} z założonym rozkładem prawdopodobieństwa {\displaystyle (p_{s})_{s\in S}.} Nowa liczba {\displaystyle x'} jest rezultatem dodania informacji z {\displaystyle s} do liczby {\displaystyle x} używając przybliżonej zależności: {\displaystyle x'\approx x/p_{s}.} Równoważnie: {\displaystyle \log _{2}(x')\approx \log _{2}(x)+\log _{2}(1/p_{s}),} gdzie {\displaystyle \log _{2}(x)} jest ilością bitów informacji zapisanych w liczbie {\displaystyle x} oraz {\displaystyle \log _{2}(1/p_{s})} jest ilością bitów zawartą w symbolu {\displaystyle s.}
Reguła kodowania jest ustalana poprzez podział zbioru liczb naturalnych na rozłączne podzbiory odpowiadające poszczególnym symbolom – jak na liczby parzyste i nieparzyste, ale tym razem z gęstościami odpowiadającymi założonemu rozkładowi prawdopodobieństwa symboli. Żeby dodać informację z symbolu {\displaystyle s} do informacji już zapisanej w aktualnej liczbie {\displaystyle x,} przechodzimy do liczby {\displaystyle x'=C(x,s)\approx x/p} będącej {\displaystyle x}-tym wystąpieniem z {\displaystyle s}-tego podzbioru.
Kilka różnych sposobów jest wykorzystywanych, żeby użyć ANS w praktyce – bezpośrednie formuły matematyczne dla kroku kodowania i dekodowania (warianty uABS i rANS), lub można w całości stablicować zachowanie (wariant tANS). Żeby zapobiec ucieczce {\displaystyle x} do nieskończoności, używana jest renormalizacja – przesłanie najmłodszych bitów do lub ze strumienia.

## Wariant uANS (uniform binary)
Dla dwuelementowego alfabetu oraz rozkładu prawdopodobieństwa {\displaystyle \Pr(1)=p,\Pr(0)=1-p} możemy użyć wariantu uABS, który dokonuje podziału zbioru liczb naturalnych prawie jednorodnie z powyższymi gęstościami. Do pozycji {\displaystyle x} chcemy mniej więcej {\displaystyle p\cdot x} wystąpień odpowiedników liczb nieparzystych (dla {\displaystyle s=1}). Możemy wybrać tę liczbę jako {\displaystyle \lceil x\cdot p\rceil ,} dostając {\displaystyle s=\lceil (x+1)\cdot p\rceil -\lceil x\cdot p\rceil .} Ostatecznie dostajemy poniższe funkcje dla kroku kodowania/dekodowania.
Krok dekodowania uABS:
```
s
 
=
 
ceil
((
x
+
1
)
*
p
)
 
-
 
ceil
(
x
*
p
)
 
// 0 if fract(x*p) < 1-p, else 1

if
 
s
 
=
 
0
 
then
 
x
 
=
 
x
 
-
 
ceil
(
x
*
p
)

if
 
s
 
=
 
1
 
then
 
x
 
=
 
ceil
(
x
*
p
)

```

Krok kodowania uABS:
```
if
 
s
 
=
 
0
 
then
 
x
 
=
 
ceil
((
x
+
1
)
/
(
1
-
p
))
 
-
 
1

if
 
s
 
=
 
1
 
then
 
x
 
=
 
floor
(
x
/
p
)

```

Dla {\displaystyle p=1/2} dostajemy standardowy system dwójkowy (z zamienionymi 0 i 1). Dla innych {\displaystyle p} staje się on zoptymalizowany dla danego rozkładu prawdopodobieństwa. Na przykład dla {\displaystyle p=0.3} powyższe formuły prowadzą do tabelki dla małych wartości {\displaystyle x{:}}
| {\displaystyle C(x,s)} | 0 | 1 | 2 | 3 | 4 | 5 | 6 | 7 | 8 | 9 | 10 | 11 | 12 | 13 | 14 | 15 | 16 | 17 | 18 | 19 | 20 |
| ---------------------- | - | - | - | - | - | - | - | - | - | - | -- | -- | -- | -- | -- | -- | -- | -- | -- | -- | -- |
| {\displaystyle s=0}    |   | 0 | 1 |   | 2 | 3 |   | 4 | 5 | 6 |    | 7  | 8  |    | 9  | 10 |    | 11 | 12 | 13 |    |
| {\displaystyle s=1}    | 0 |   |   | 1 |   |   | 2 |   |   |   | 3  |    |    | 4  |    |    | 5  |    |    |    | 6  |

Symbol {\displaystyle s=1} odpowiada podzbiorowi liczb naturalnych o gęstości {\displaystyle p=0.3,} które w powyższej tabelce są pozycjami {\displaystyle \{0,3,6,10,13,16,20,23,26,\dots \}.} Jako że {\displaystyle 1/4<0.3<1/3,} te pozycje zwiększają się o 3 lub 4. Ponieważ tutaj {\displaystyle p=3/10,} wzorzec symboli powtarza się co 10 pozycji.
Wartość {\displaystyle C(x,s)} dostajemy biorąc wiersz odpowiadający danemu symbolowi {\displaystyle s,} z którego wybieramy zadane {\displaystyle x.} Wtedy wartość w górnym wierszu daje {\displaystyle C(x,s).} Na przykład {\displaystyle C(7,0)=11,} przechodząc od środkowego do górnego wiersza.
Wyobraźmy sobie kodowanie sekwencji '0100' zaczynając od {\displaystyle x=1.} Najpierw {\displaystyle s=0} prowadzi do {\displaystyle x=2,} potem {\displaystyle s=1} do {\displaystyle x=6,} potem {\displaystyle s=0} do {\displaystyle x=9,} a na końcu {\displaystyle s=0} do {\displaystyle x=14.} Używając funkcji dekodującej {\displaystyle D(x')} na tym ostatnim {\displaystyle x,} możemy odtworzyć zakodowaną sekwencję symboli w odwrotnej kolejności. Żeby użyć powyższej tabelki w tym celu, {\displaystyle x'} w pierwszym wierszu determinuje kolumnę, dla której niepusta wartość poniżej określa {\displaystyle s} i {\displaystyle x.}
W zwykłym systemie dwójkowym: używając reguły {\displaystyle x'=2x+s,} dla powyższego ciągu symboli przeszlibyśmy przez odpowiednio {\displaystyle x=1,2,5,10,20.} Czyli zakodowalibyśmy ten ciąg w liczbie {\displaystyle x=20,} która jest bardziej kosztowna do zapisania niż {\displaystyle x=14} (otrzymane dla uABS) ze względu na gorsze zoptymalizowanie dla rozkładu prawdopodobieństwa kodowanego ciągu.

## Wariant przedziałowy (rANS: range ANS) i strumieniowanie
Wariant rANS także używa formuł arytmetycznych, ale pozwala na bezpośrednie operowanie na dowolnie dużym alfabecie. Dzieli on zbiór liczb naturalnych na przedziały o długościach {\displaystyle 2^{n},} dalej każdy z nich w identyczny sposób dzieli na podprzedziały o założonych proporcjach.
Zaczynamy od kwantyzacji rozkładu prawdopodobieństwa do ułamków o mianowniku {\displaystyle 2^{n},} gdzie {\displaystyle n} jest wybrane (zwykle 8-12 bitów): {\displaystyle p_{s}\approx f[s]/2^{n}} dla pewnych liczb naturalnych {\displaystyle f[s]>0} (wielkości podprzedziałów).
Oznaczmy {\displaystyle {\text{mask}}=2^{n}-1,} dystrybuantę: {\displaystyle \operatorname {CDF} [s]=\sum _{i<s}f[i]=f[0]+\ldots +f[s-1].}
Dla {\displaystyle y\in [0,2^{n}-1]} oznaczmy funkcję (zazwyczaj stablicowaną):
symbol(y) = s takie że CDF[s] <= y < CDF[s+1].
Teraz funkcja kodująca rANS to:
C(x,s) = (floor(x / f[s]) << n) + (x % f[s]) + CDF[s]
Dekodująca:
s = symbol(x & mask)
D(x) = (f[s] * (x >> n) + (x & mask ) – CDF[s], s)
W ten sposób kodujemy ciąg symboli do dużej liczby naturalnej {\displaystyle x.} Żeby uniknąć arytmetyki na dużych liczbach wykorzystujemy wersję strumieniową: wymuszamy {\displaystyle x\in [L,b\cdot L-1]} poprzez renormalizację – wysyłanie do (lub z) strumienia najmniej znaczących bitów {\displaystyle x} (zazwyczaj {\displaystyle L} i {\displaystyle b} są potęgami 2).
W wariancie rANS liczba (stan) {\displaystyle x} jest na przykład 32-bitowa. Dla 16-bitowej renormalizacji, {\displaystyle x\in [2^{16},2^{32}-1],} dekoder uzupełnia najmniej znaczące bity ze strumienia kiedy zachodzi taka potrzeba:
if(x < (1 << 16)) x = (x << 16) + read16bits()

## Wariant stablicowany (tANS: tabled ANS)

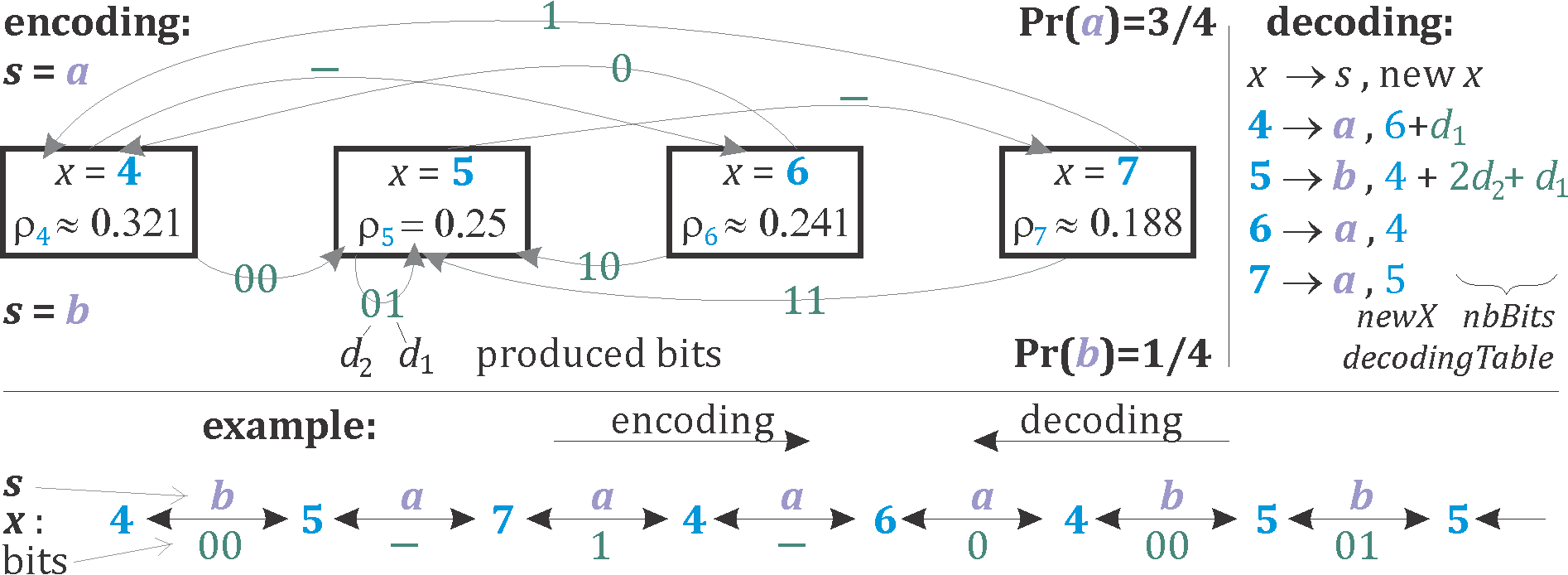
Prosty przykład 4 stanowego automatu tANS dla rozkładu prawdopodobieństwa Pr(a) = 3/4, Pr(b) = 1/4. Symbol b zawiera –lg(1/4) = 2 bity informacji, więc zawsze produkuje dwa bity. Natomiast symbol a zawiera –lg(3/4) ~ 0.415 bity informacji, więc czasem produkuje jeden bit (ze stanów 6 i 7), czasem zero (ze stanów 4 i 5), tylko zwiększając stan. Czyli stan działa jako bufor przechowujący ułamkową ilość bitów: lg(x). W praktyce ilość stanów to np. 2048 dla alfabetu o wielkości 256 (żeby bezpośrednio kodować bajty).

Wariant tANS umieszcza całe zachowanie (też renormalizację) dla {\displaystyle x\in [L,2L-1]} w tablicy, dostając automat skończony, unikając w ten sposób mnożenia.
Ostatecznie krok dekodowania może być zapisany jako:
```
t
 
=
 
decodingTable
(
x
);

x
 
=
 
t
.
newX
 
+
 
readBits
(
t
.
nbBits
);
 
//nowy stan

writeSymbol
(
t
.
symbol
);
 
//zdekodowany symbol

```

Krok kodowania:
```
s
 
=
 
ReadSymbol
();

nbBits
 
=
 
(
x
 
+
 
ns
[
s
])
 
>>
 
r
;
 
// bitów do renormalizacji

writeBits
(
x
,
 
nbBits
);
 
// wyślij najmłodsze bity do strumienia

x
 
=
 
encodingTable
[
start
[
s
]
 
+
 
(
x
 
>>
 
nbBits
)];

```

Konkretne kodowanie tANS jest określone przez przyporządkowanie symbolu do każdej pozycji {\displaystyle [L,2L-1].} Ilości wystąpień symboli powinny być proporcjonalne do założonych prawdopodobieństw. Na przykład dla rozkładu Pr(a)=3/8, Pr(b)=1/8, Pr(c)=2/8, Pr(d)=2/8 można wybrać przyporządkowanie „abdacdac”. Jeśli symbole są przyporządkowane w przedziałach, których długości są potęgami 2, dostaniemy dokładnie kodowanie Huffmana. Na przykład {\displaystyle a\rightarrow 0,} {\displaystyle b\rightarrow 100,} {\displaystyle c\rightarrow 101,} {\displaystyle d\rightarrow 11} dostalibyśmy dla tANS z przyporządkowaniem „aaaabcdd”.